# Les Anses-d'Arlet
Pour les articles homonymes, voir Anse.
Les Anses-d'Arlet sont une commune française, située dans le département de la Martinique. Ses habitants sont appelés les Arlésiens et son bourg éponyme fait partie de ses localités de pêcheurs. Elle tire son nom d'un chef caraïbe nommé Arlet. Elle figure parmi les quatre communes les plus touristiques de la Martinique, si on rapporte le nombre de lits touristiques à sa population.

## Géographie

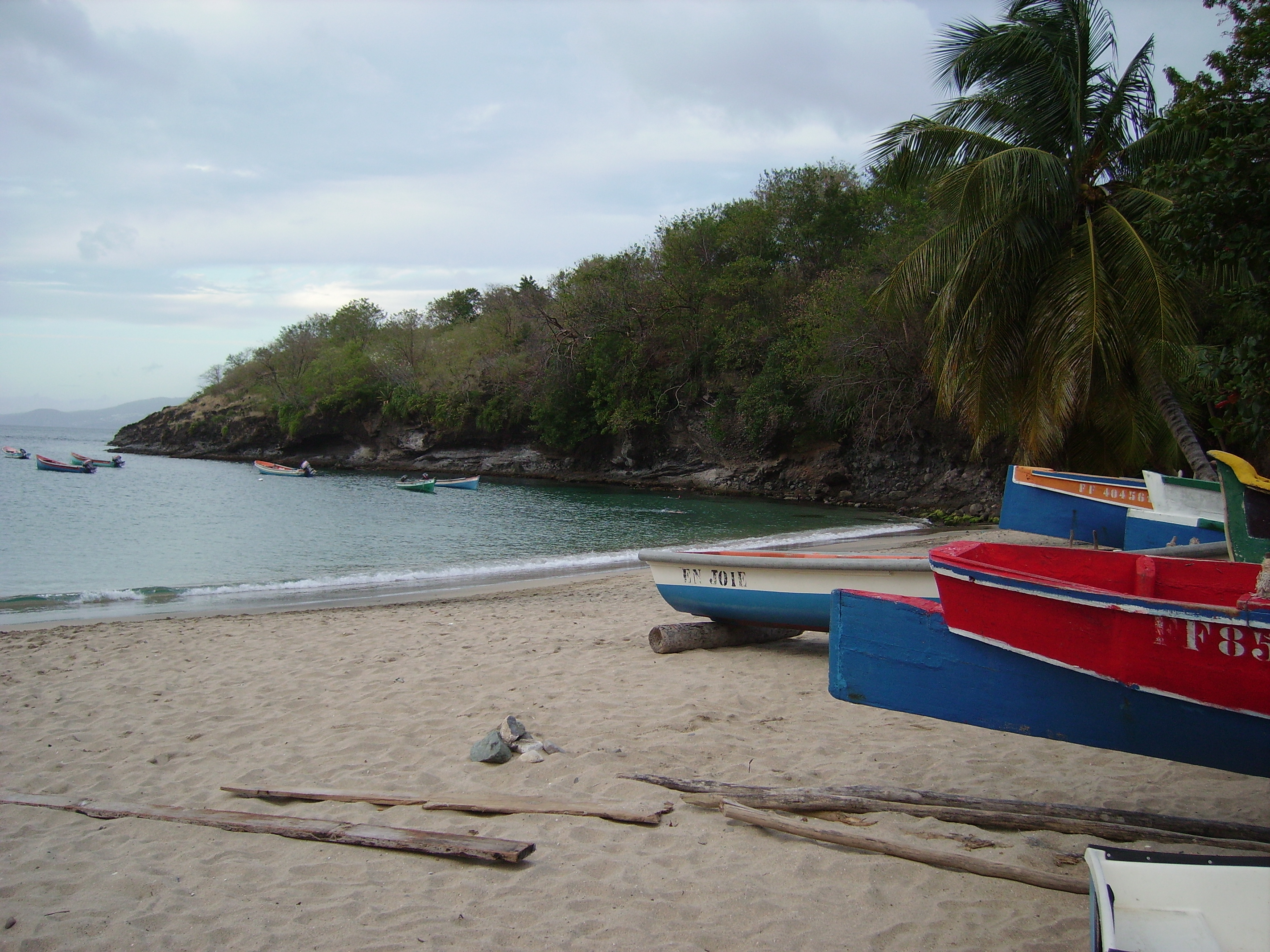
Anse-Dufour.

### Localisation
La commune s'étend sur trois anses principales de la côte sud caraïbe de la Martinique :
- Grande-Anse, au nord, du cap Salomon à la pointe Lézarde ;
- Les Anses-d'Arlet, au centre (le bourg) ;
- Petite-Anse, au sud.

Près de Grande-Anse se trouvent deux autres petites anses, accessibles par la route des Anses menant, du sud vers le nord, aux Trois-Îlets :
- Anse-Dufour;
- Anse-Noire.

La particularité de ces deux anses est que « normalement », les plages du Nord de la Martinique sont de sable noir et celles du Sud de sable blanc ; or, pourtant séparées par une simple avancée sur la mer, l'une est de sable blanc (d'origine bioclastique), l'autre de sable noir (d'origine volcanique), constituant la seule plage de sable noir du Sud de la Martinique (d'où probablement son nom d'Anse-Noire). À Anse-Noire, l'avancée sur la mer est dotée d'un plongeoir naturel appelé le point Y ; également d'une grotte : la grotte des Chauves-Souris.

## Urbanisme

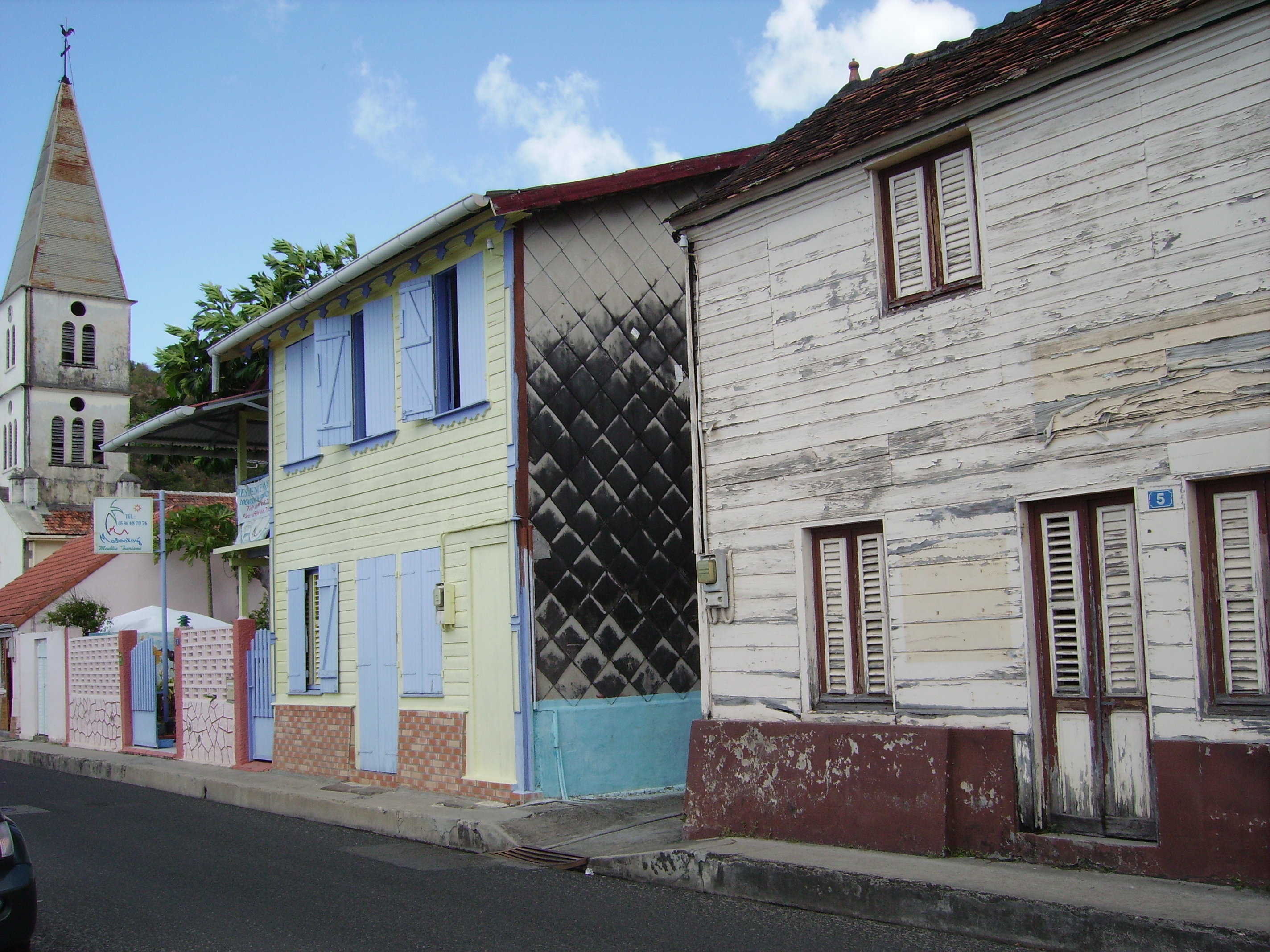
Vue d'une rue des Anses-d'Arlet.

### Typologie
Les Anses-d'Arlet sont une commune rurale, car elle fait partie des communes peu ou très peu denses, au sens de la grille communale de densité de l'Insee,,,.
Par ailleurs la commune fait partie de l'aire d'attraction de Fort-de-France, dont elle est une commune de la couronne. Cette aire, qui regroupe 28 communes, est catégorisée dans les aires de 200 000 à moins de 700 000 habitants,.
La commune, bordée par la mer des Caraïbes à l'ouest, est également une commune littorale au sens de la loi du 3 janvier 1986, dite loi littoral. Des dispositions spécifiques d’urbanisme s’y appliquent dès lors afin de préserver les espaces naturels, les sites, les paysages et l’équilibre écologique du littoral, par exemple le principe d'inconstructibilité, en dehors des espaces urbanisés, sur la bande littorale des 100 mètres, ou plus si le plan local d’urbanisme le prévoit,.

## Toponymie
Au début de la colonisation, deux frères caraïbes, Arlet et Pilote, auraient abandonné leurs biens et leurs terres aux colons du Nord de la Martinique pour se réfugier dans le Sud, à la suite d’un traité signé entre eux. De ce fait, Arlet s'installa dans la région à laquelle il a donné son nom.
De nouveau, Arlet abandonna ses terres aux Français pour se retirer encore plus au sud et les jésuites s’y installèrent en 1665. Ils n’y restèrent pas longtemps et laissèrent leur place aux capucins. Cette région de l’île se peupla peu à peu ; les habitants avaient soin des chapelles à l’usage des missionnaires.

## Histoire
La première chapelle fut dédiée à saint Antoine de Padoue ; un baptême y fut célébré en 1671 par le père Simon. En 1673, cette chapelle fut remplacée par une église. De grosses réparations ont été entreprises en 1687 par les soins financiers des « paroissiens » sous forme d’offrandes. Cette église fut détruite durant les années 1762 et 1763 par les Anglais qui incendièrent tout. Il fallut attendre quelques années pour que la population fut à même de reconstruire les maisons et de s’occuper des édifices religieux. L’église fut remise sur pied grâce au concours de Henri Larcher, riche habitant de la région. En témoignage de reconnaissance pour son bienfaiteur, elle fut placée sous le patronage de saint Henri [Lequel ?].
Jusqu’en 1676, il n’y avait pas de paroisse établie dans cette partie de l’île ; les services religieux étaient faits par des prêtres de passage (jésuites, capucins et dominicains). C’est à partir de cette date qu’un d’entre eux fut chargé des Anses-d’Arlet et du Diamant.
Huit ans plus tard, les deux bourgs furent érigés en paroisses séparées mais continuèrent pendant de longues années à avoir un desservant commun qui résidait aux Anses. En vertu d’un décret publié le 12 juin 1837, le gouverneur du moment, Mackau, avec l’approbation du conseil, divisa la Martinique en vingt communes. C’est ainsi que fut créée la commune du Sud qui englobait les Anses-d’Arlet (où le maire résidait), le Diamant et Sainte-Luce. Elle était administrée par un maire, trois adjoints et neuf membres du conseil de Sainte-Luce fut détachée en 1848 et le Diamant en 1862[pas clair].
Le clocher, symbole de la ville, avait été détruit par l'ouragan Dean en 2007, et il a été reconstruit à partir de juillet 2008 avec son apparence actuelle, imitant son aspect d'avant 1930.

## Politique et administration

### Rattachements administratifs et électoraux
Les Anses-d'Arlet appartiennent à l’arrondissement du Marin et vote pour les représentants de l’Assemblée de Martinique. Avant 2015, elle élisait son représentant au conseil général dans le canton des Anses-d'Arlet, entité dont elle était le chef-lieu.
Pour l’élection des députés, la commune fait partie de la quatrième circonscription de la Martinique.

### Intercommunalité
La commune appartient à la communauté d'agglomération de l'Espace Sud de la Martinique.

### Politique de développement durable
La commune a engagé une politique de développement durable en lançant une démarche d'Agenda 21.

## Population et société

### Démographie
L'évolution du nombre d'habitants est connue à travers les recensements de la population effectués dans la commune depuis 1961, premier recensement postérieur à la départementalisation de 1946. À partir de 2006, les populations de référence des communes sont publiées annuellement par l'Insee. Le recensement repose désormais sur une collecte d'information annuelle, concernant successivement tous les territoires communaux au cours d'une période de cinq ans. Pour les communes de moins de 10 000 habitants, une enquête de recensement portant sur toute la population est réalisée tous les cinq ans, les populations de référence des années intermédiaires étant quant à elles estimées par interpolation ou extrapolation. Pour la commune, le premier recensement exhaustif entrant dans le cadre du nouveau dispositif a été réalisé en 2006.

En 2022, la commune comptait 3 874 habitants, en évolution de +6,63 % par rapport à 2016 (Martinique : −4,11 %, France hors Mayotte : +2,11 %).
| 1961  | 1967  | 1974  | 1982  | 1990  | 1999  | 2006  | 2011  | 2016  |
| ----- | ----- | ----- | ----- | ----- | ----- | ----- | ----- | ----- |
| 3 380 | 3 573 | 3 067 | 2 811 | 3 238 | 3 463 | 3 749 | 3 872 | 3 633 |

| 2021  | 2022  | - | - | - | - | - | - | - |
| ----- | ----- | - | - | - | - | - | - | - |
| 3 752 | 3 874 | - | - | - | - | - | - | - |

### Sports
Le volley-ball est le sport roi aux Anses-d'Arlet. Depuis plusieurs années, le RC Arlésien et le Rayon de Petite-Anse dominent ce sport en Martinique. Les deux équipes de volley-ball de la commune ont de nombreux titres de champion de Martinique à leur actif.
Équipement sportif :
- Complexe sportif communal Kléber Olga Delbois[19].

Clubs sportifs :
- Anses d'Arlet FC, football
- RC Arlésien, volley-ball
- Rayon de Petite-Anse, volley-ball

Anciens clubs de foot : RC Arlésien (section football) et l'AS Gallochat, ces 2 clubs ont fusionné pour donner naissance à l'association Anses d'Arlet Football Club.

## Économie
En 1999, le taux de chômage pour la commune fut de 44 %.
Le nombre total de ménages est de 1105 pour la commune.

## Culture locale et patrimoine

### Lieux et monuments

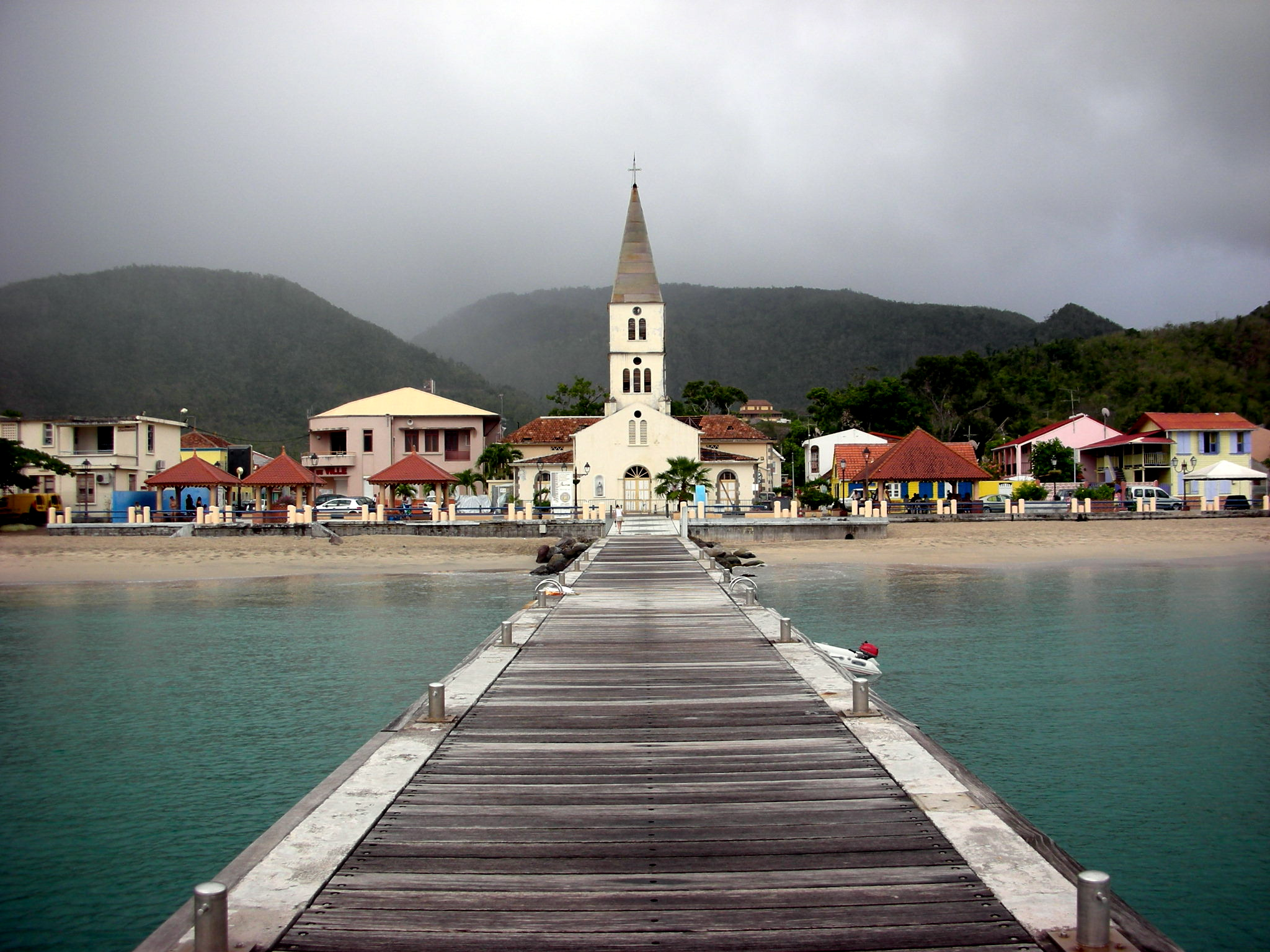
Église aux Anses-d'Arlet.

- L'église Saint-Henri des Anses-d'Arlet, en bordure de plage, est connue comme un des plus beaux sites de Martinique, notamment en raison de son alignement exact avec le ponton. Cette église a été touchée par l'ouragan Dean en 2007, elle a été totalement restaurée selon son apparence d'avant 1930[1], en 2008. L'édifice a été inscrit au titre des monuments historiques en 1995[21].
- Le sentier de randonnée côtier, partant d'Anse d'Arlet, le long du Morne Champagne, rejoignant Grande Anse, puis Anse Dufour à travers les forêts du Morne Réduit.
- Les mornes : Morne Larcher (478 m), Morne Jacqueline (223 m), Morne Genty (400 m), Morne Champagne (104 m), Morne Réduit Masson (194 m), Morne Mathurin (273 m), Morne Réduit (307 m), Morne Yoyo (294 m), Morne Baguidi (146 m), Gros Morne (264 m), Morne Bigot (467 m) font partie des aires volcaniques et forestières de la Martinique, proposées depuis 2014, au classement au patrimoine mondial.

### Personnalités liées à la commune
- Romain Vadeleux (1980-), joueur de volley-ball professionnel international